# Mancomunidad de Municipios El Páramo

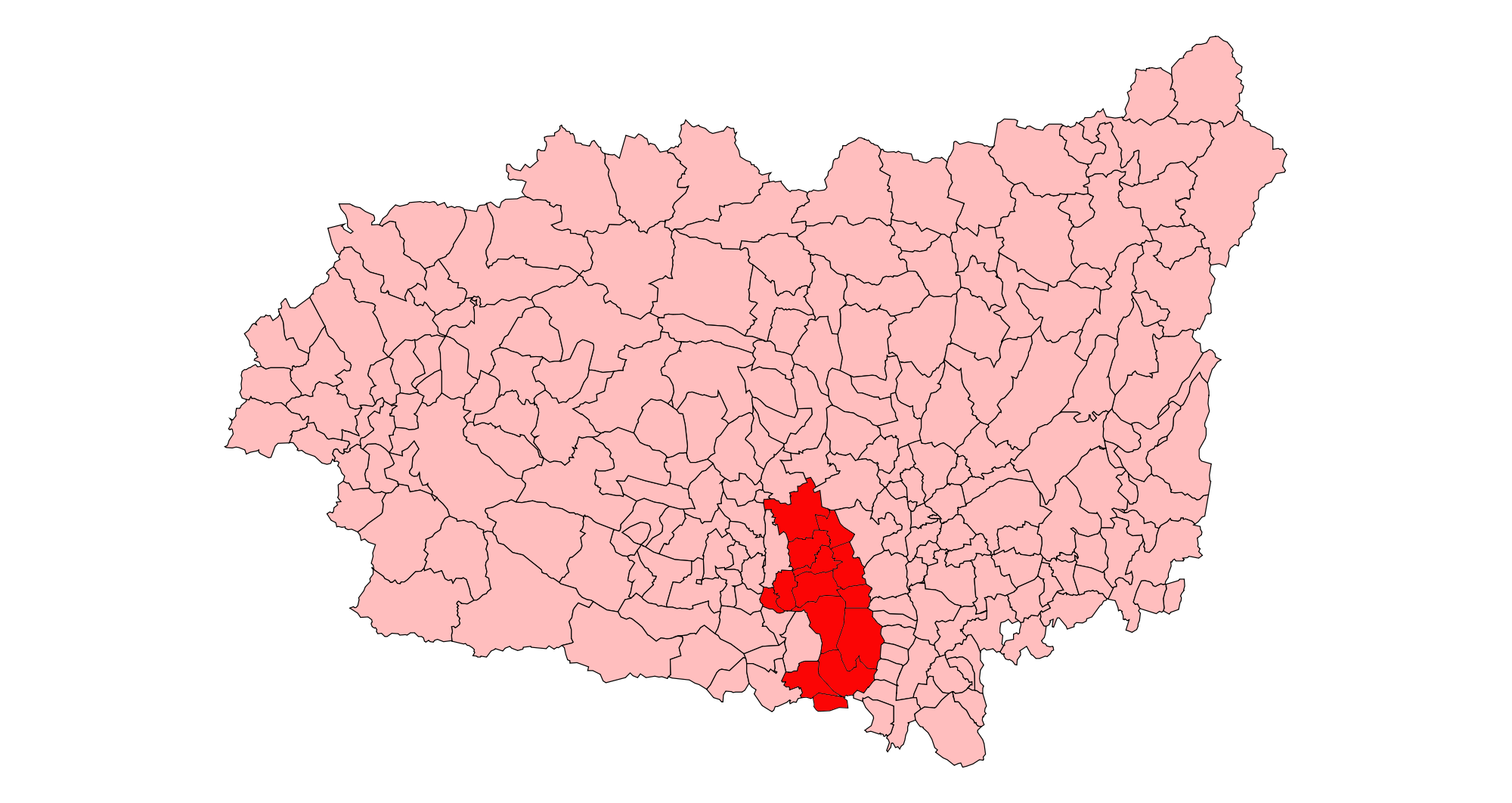
Municipios que forman la Mancomunidad de Municipios El Páramo.

La Mancomunidad de Municipios "El Páramo" es una mancomunidad de municipios situados en la comarca de El Páramo Leonés, en la provincia de León (España), que agrupa a los municipios de La Antigua, Bercianos del Páramo, Bustillo del Páramo, Laguna Dalga, Laguna de Negrillos, Pobladura de Pelayo García, Pozuelo del Páramo, Regueras de Arriba, San Adrián del Valle, San Pedro Bercianos, Santa María del Páramo, Urdiales del Páramo, Valdefuentes del Páramo y Zotes del Páramo. 

## Datos
- Presidente: Eloy Bailez Lobato, Alcalde de Laguna Dalga
- Sede social: edificio en el polígono industrial El Páramo de Santa María del Páramo

| Municipio                  | Superficie (km²) | Población 2019 INE, |
| -------------------------- | ---------------- | ------------------- |
| La Antigua                 | 54,70            | 360                 |
| Bercianos del Páramo       | 35,09            | 562                 |
| Bustillo del Páramo        | 71,77            | 1.165               |
| Laguna Dalga               | 38,41            | 645                 |
| Laguna de Negrillos        | 71,80            | 1.058               |
| Pobladura de Pelayo García | 20,17            | 373                 |
| Pozuelo del Páramo         | 36,23            | 431                 |
| Regueras de Arriba         | 11,35            | 280                 |
| San Adrián del Valle       | 15,84            | 103                 |
| San Pedro Bercianos        | 23,51            | 238                 |
| Santa María del Páramo     | 20,08            | 3.089               |
| Urdiales del Páramo        | 32,84            | 510                 |
| Valdefuentes del Páramo    | 24,17            | 321                 |
| Zotes del Páramo           | 53,94            | 427                 |
| TOTAL                      | 509,90           | 9.562               |

## Obras y servicios de la Mancomunidad de Municipios "El Páramo"
- 401. Recogida, transporte y tratamiento de basuras y residuos sólidos urbanos.
- 405. Abastecimiento de aguas.
- 407. Alcantarillado.
- 507. Servicios de mantenimiento.
- 804. Salubridad e higiene.
- 808. Recogida de animales.
- 601. Prevención y extinción de incendios.
- 701. Servicios técnico-urbanísticos.
- 704. Servicios técnico-administrativos
- 504. Vías públicas (conservación, mejora y señalización).
- 706. Gestión de tributos.
- 506. Transporte público de viajeros.
- 201. Actividades culturales.
- 303. Deporte.
- 404. Protección del medio ambiente.
- 403. Limpieza de vías y espacios públicos.
- 503. Parque de maquinaria.
- 101. Fomento de actividades económicas.
- 914. Asistencia a la tercera edad.

## Historia
El 30 de septiembre de 1968 se aprobaron los Estatutos de la primera Mancomunidad de Municipios El Páramo, quedando constituida por Bercianos del Páramo, Bustillo del Páramo, La Antigua, Laguna de Negrillos, Pobladura de Pelayo García, Pozuelo del Páramo, Regueras de Arriba, San Adrián del Valle, San Pedro Bercianos, Santa María del Páramo, Urdiales del Páramo, Valdefuentes del Páramo, Villazala, Laguna Dalga y Zotes del Páramo.
Con fecha 6 de noviembre de 1989, se acordó disolver dicha Mancomunidad compuesta por 16 municipios después de 21 años de su constitución, sin haber realizado ninguna actividad, no obstante acordaron constituir una nueva.
En el transcurso del año 1990 fuero aprobados los Estatutos de la Nueva Mancomunidad de Municipios El Páramo, y por orden de 26 de marzo de 1991, de la Consejería de la Presidencia y Administración Territorial de la Junta de Castilla y León, fueron aprobados los estatutos y la constitución de la misma con los municipios de Santa María del Páramo, La Antigua, Bercianos del Páramo, Bustillo del Páramo, Laguna Dalga, Pobladura Pelayo García, Pozuelo del Páramo, Regueras de Arriba, San Pedro Bercianos, Urdiales del Páramo, Valdefuentes del Páramo, Zotes del Páramo y Laguna de Negrillos. Siendo 13 los municipios iniciales de la mancomunidad de municipios.
En noviembre de 2008, se incorporó el municipio de San Adrián del Valle, a la Mancomunidad de Municipios El Páramo.
El 1 de diciembre de 2009, Isabel Carrasco, presidenta de la Diputación de León, inauguró la nueva sede de la mancomunidad situada en el polígono industrial El Páramo, en Santa María del Páramo.